# Ulrich Gäher
Ulrich „Ulli“ Gäher (* 6. Januar 1962) ist ein ehemaliger deutscher Fußballspieler und -trainer.

## Werdegang
Der offensive Mittelfeldspieler Ulrich Gäher spielte bei der SpVg Emsdetten 05, ehe er Mitte der 1980er Jahre zum Oberligisten ASC Schöppingen wechselte. Mit dem ASC wurde Gäher im Jahre 1986 Meister der Oberliga, allerdings scheiterten die Schöppinger in der anschließenden Aufstiegsrunde zur 2. Bundesliga am FC St. Pauli und Rot-Weiss Essen. Ein Jahr später wechselte Gäher zu Preußen Münster und wurde mit 27 Treffern Torschützenkönig der Oberliga Westfalen. Die Preußen wurden überlegen mit 54:6 Punkten Meister, scheiterten aber in der Aufstiegsrunde.
1989 konnten die Münsteraner ihren Titel am letzten Spieltag verteidigen und schafften in der folgenden Aufstiegsrunde den Sprung in die 2. Bundesliga. Ulrich Gäher, der einige Zeit als Mannschaftskapitän fungierte, debütierte am 29. Juli 1989 bei der 0:2-Niederlage der Preußen bei Hertha BSC. Mit 13 Saisontoren wurde er der erfolgreichste Torschütze seiner Mannschaft. In der folgenden Saison 1990/91 traf Gäher nur vier Mal und musste mit seiner Mannschaft die 2. Bundesliga nach unten verlassen. Insgesamt absolvierte Gäher 62 Zweitligaspiele und erzielte 17 Tore. Nach dem Abstieg wechselte Gäher zu Münsters Erzrivalen Arminia Bielefeld, für den er in 15 Oberligaspielen ein Tor schoss. Danach kam es zu einem Wechsel Gähers zur Hammer SpVg, bei der er ab 1992 in der viertklassigen Verbandsliga (Gruppe 1) zum Einsatz kam. Nachdem im Jahre 1994 im Zuge einer Ligareform aus der Amateur-Oberliga Westfalen die Oberliga Westfalen geworden war, vertrat er ab dieser Zeit sein Team in dieser Liga und trat ebenfalls ab dieser Zeit bis zu seinem Abgang 1996 als Spielertrainer in Erscheinung. Danach schloss er sich zumindest noch für zwei Spielzeiten Davaria Davensberg an. Ab 1998 verläuft sich seine Spur, wobei laut seinem Profil auf transfermarkt.de davon auszugehen ist, dass er seine Karriere zu diesem Zeitpunkt beendet hatte.
Im Jahre 2005 war Ulrich Gäher, der auch die A-Trainerlizenz besitzt, für einige Monate sportlicher Leiter und Präsidiumsmitglied bei Preußen Münster. Nach der Entlassung des Trainers Colin Bell im November 2005 trat Gäher von allen Ämtern zurück. Gäher arbeitet als selbständiger Physiotherapeut mit eigener Praxis in Ascheberg. Bereits seit 1988 – während seiner Zeit bei Preußen Münster – ist er in Ascheberg als Physio- und Manualtherapeut tätig. Darüber hinaus ist er Fachübungsleiter für Rehabilitationssport Orthopädie, Manuelle Lymphdrainage (MLD), Bobath-Therapeut und sektoraler Heilpraktiker für Physiotherapie. Der Schwerpunkt seiner Praxis liegt auf Orthopädie, Traumatologie (Sportmedizin, Personal Training), Chirurgie und Neurologie.